# Eptatretus cheni
Eptatretus cheni – gatunek bezszczękowca z rodziny śluzicowatych (Myxinidae).

## Zasięg występowania
Północna część Morza Południowochińskiego.

## Cechy morfologiczne
Osiąga maksymalnie 37,7 cm długości. Pięć par worków skrzelowych; ich otwory ułożone w linii prostej, blisko siebie. Brak gruczołów śluzowych na wysokości skrzeli.
Brak białego paska na grzbiecie.

## Biologia i ekologia
Występuje na głębokości poniżej 180 m.